# Elaeocarpus colnettianus
Espèce
Statut de conservation UICN

 EN  : En danger
Elaeocarpus colnettianus est une espèce de plantes de la famille des Elaeocarpaceae.

## Publication originale
- Mémoires du Muséum National d'Histoire Naturelle. Nouvelle Série. Série B, Botanique 15: 66. 1964.